# 厄瑪奴耳·蒙泰羅·德·卡斯特羅
厄瑪奴耳·蒙泰羅·德·卡斯特羅（葡萄牙語：Manuel Monteiro de Castro；1938年3月29日—）是葡萄牙籍天主教執事級樞機及宗座聖赦院榮休大院長。

## 生平

### 早期生活
蒙泰羅·德·卡斯特羅於1938年3月29日在葡萄牙出生。他於1961年7月9日在布拉加總教區晉鐸。他之後曾在羅馬宗座額我略大學學習，大學於1967年6月向他頒授教會法博士學位。他亦從宗座傳教士學院獲得外交文憑。

### 任外交工作
他在1967年進入聖座國務院擔任外交工作。他於1968年7月1日獲教宗保祿六世頒賜蒙席名譽頭銜的陛下專職司鐸。他曾在1967年至1981年，分別擔任聖座駐巴拿馬、危地馬拉、越南、柬埔寨、澳洲和墨西哥的大使館秘書。
1981年7月1日被晉升為名譽教長。1981年6月至11月，他回到羅馬並在聖座國務院對外事務處工作。他於1981年獲任命為比利時大使館參贊，直至1985年。

### 晉牧
他於1985年3月23日晉牧，並獲教宗若望保祿二世任命為聖座駐巴哈馬、巴巴多斯、伯利茲、多米尼加、格林納達、牙買加、聖盧西亞、千里達及多巴哥和安提瓜和巴布達大使，領貝內文托領銜總教區總主教銜。他於1990年改任聖座駐薩爾瓦多和洪都拉斯大使，並且於1998年任聖座駐南非、納米比亞、斯威士蘭和萊索托大使。他於2000年再被任命為聖座駐西班牙和安道爾大使。

### 擢升樞機
他於2009年調回聖座出任聖座主教部秘書長。2012年1月5日，改任宗座聖赦院大院長。同年2月18日被任為執事級樞機，領聖道明執事區執事銜。同年4月21日，他被任命為宗座移民暨觀光理事會、封聖部及主教部的成員，直至他80歲為止。
他曾參與2013年教宗選舉秘密會議，當時選出的是教宗方濟各。他於2013年9月21日榮休，毛祿·皮亞琴扎接任宗座聖赦院大院長。